# Bibliander
Theodor Buchmann detto Bibliander (Zurigo, 1506 – 26 settembre 1564) è stato un teologo, traduttore e linguista svizzero.

## Biografia
Theodor (o Theodore o Theodorus) Bibliander fu un orientalista, traduttore e linguista.
Al secolo Theodor Buchmann (Bibliander è una traduzione greca del suo cognome), studiò latino sotto Oswald Myconius, e greco ed ebraico sotto Jakob Ceporin, e seguì le lezioni a Basilea, tra il 1525 e il 1527, impartite da Johannes Oecolampadius e Konrad Pelikan.
Studiò anche arabo, ma con risultati non eccelsi, e altre lingue orientali. Divenne professore di teologia.  Pubblicò una grammatica ebraica nel 1535, e commentari della Bibbia.  L'opera per la quale è però maggiormente famoso è la prima edizione a stampa del Corano in lingua latina (Basilea, 1543), basata sulla traduzione medievale - voluta da Pietro il Venerabile, Abate di Cluny curata da Roberto di Ketton e da Ermanno di Carinzia (o Ermanno il Dalmata), con l'aiuto di un ebreo che s'era fatto musulmano.
Tale edizione includeva la Doctrina Machumet, una traduzione del trattato teologico arabo-islamico noto come Libro delle mille domande.  Considerato il padre dell'esegesi biblica in Svizzera, Bibliander fu coinvolto in una controversia dottrinale con Pietro Martire Vermigli a proposito della predestinazione. Fu sollevato dalla sua cattedra di Teologia nel 1560 per la sua opposizione a Ginevra. Morì di peste bubbonica.